# 2008 HR3
2008 HR3 es un asteroide que forma parte de los asteroides Apolo y fue descubierto el 29 de abril de 2008 desde Mount Lemmon Survey.

## Designación y nombre
Designado provisionalmente como 2008 HR3. 

## Características orbitales
2008 HQ3 está situado a una distancia media del Sol de 2,398 ua, pudiendo alejarse hasta 3,979 ua y acercarse hasta 0,817 ua. Su excentricidad es 0,659 y la inclinación orbital 3,946 grados. Emplea 1356,66 días en completar una órbita alrededor del Sol.
La última aproximación a la órbita terrestre fue el 11 de mayo de 2008.

## Características físicas
La magnitud absoluta de 2008 HR3 es 24,8.